# Еді Седжвік
Едіт Мінтурн (Еді) Седжвік (англ. Edith Minturn «Edie» Sedgwick; 20 квітня 1943 — 16 листопада 1971) — американська it girl, акторка, фотомодель, світська особа. Муза Енді Воргола, знана як зірка фільмів Воргола та учасниця Фабрики.

## Сім'я
Едіт Седжвік народилася в Санта-Барбарі, Каліфорнія, в родині Аліси Делано Де Форест (1908—1988) і Френсіса Мінтерна Седжвіка (1904—1967), скульптора, філантропа та власника ранчо. Названа на честь тітки батька, вона була сьомою з восьми дітей родини.
Сім'я Седжвік часто згадується в історії штату Массачусетс. Сьомий прадід Едіт, англієць Роберт Седжвік, був першим генерал-майором Колонії Массачусетської затоки, заснованої в Чарлстауні, штат Массачусетс в 1635 році. Сім'я Еді переїхала з Стокбриджа, Массачусетс, де її прадід — суддя Теодор Седжвік влаштувався після Американської Революції.
Мати Седжвік була дочкою Генрі Вілера де Фореста (президента і голови правління Південної Тихоокеанської Залізниці і прямого нащадка Джессі де Форест, чия Голландська Вест-Індійська компанія допомогла побудувати Новий Амстердам). Джессі де Форест був також сьомим прадідом Еді. Її дідусь по лінії батька був істориком Генрі Двайт Седжвік III; її прабабуся, Сюзанна Шоу, була сестрою Роберта Гуда Шоу, американського полковника часів Громадянської війни; її прапрадід, Роберт Боун Мінтерн, був співвласником кліпера «Flying Cloud», йому приписується створення і просування Центрального парку в Нью-Йорку. Прапрапрадід Еді, Вільям Еллерай, був одним з тих, хто підписував Декларацію незалежності Сполучених Штатів.

## Ранні роки та освіта
Попри багатство і високий соціальний статус родини, її ранні роки були неспокійними. Діти Седжвік зростали на родинному ранчо в Каліфорнії. Вони навчались вдома під опікою гувернанток, але батьки жорстко контролювали їхнє життя. Діти були в значній мірі ізольовані від зовнішнього світу, їх переконували у власній пріоритетності перед однолітками. Саме в цих сімейних і соціальних умовах у Едіт, вже в ранньому підлітковому віці, почали проявлятися перші ознаки розладу харчової поведінки. 
У 13 років Едіт почала відвідувати Школу Бренсон недалеко від Сан-Франциско. За словами старшої сестри Аліси «Saucie» Седжвік, її незабаром вигнали зі школи через помічені харчові розлади. Коли Едіт повернулася додому, батько наклав на неї серйозні обмеження свободи. У всіх дітей Седжвік були суперечливі стосунки з батьком. Діти називали його «Фаззі» (Fuzzy), обожнювали, але за багатьма свідченнями, батько був самозакоханим, емоційно віддаленним, домінуючим і часто жорстоким. Він відкрито мав позашлюбні стосунки. Якось Едіт зайшла до батька, коли той займався сексом з однією зі своїх коханок. Це шокувало її, а батько почав стверджувати, що Едіт все вигадала, побив доньку та викликав лікаря, щоб той надав їй транквілізатори. У 1958 році Едіт була зарахована до школи Св. Тімоті у Меріленді. Пізніше її знову виключили через харчові розлади, які тепер призвели до анорексії.
Восени 1962 року за наполяганням батька Едіт поклали в приватну психіатричну лікарню Сілвер Гілл Хоспітал в Нью-Канаані (штат Коннектикут). Режим у лікарні був дуже недбалим, Едіт легко могла маніпулювати ситуацією і її вага продовжувала падати. Пізніше Едіт відправили в Блумінгдейл, округ Вестчестер (штат Нью-Йорк), де знаходилось відділення нью-йоркської лікарні. Там її стан помітно покращився. Коли Едіт полишала лікарню, їй було близько 17 років, вона мала нетривалі стосунки зі студентом Гарварду, після яких завагітніла та зробила аборт.
Восени 1963 Еді Седжвік переїхала у Кембридж, Массачусетс і почала вивчати скульптуру з кузиною, художницею Лілі Саарінен. В цей період вона почала відвідувати елітні богемні вечірки спілок Гарварда. Едіт була глибоко вражена звісткою про втрату своїх старших братів — Френсіса (відомий як «Мінті») та Роберта (відомий як «Боббі»). Френсіс мав особливо нещасливі стосунки з батьком, страждав на нервові зриви і врешті здійснив самогубство в 1964 році. Роберт також страждав від психічних проблем. Він загинув, коли його мотоцикл врізався в автобус у Нью-Йорку в новорічну ніч 1965 року. На відміну від офіційної версії «нещасний випадок», Едіт вважала і неодноразово говорила друзям, що це було самогубство.

## Фабрика та фірмовий образ
Незадовго до смерті старшого брата Френсіса в 1964 році Едіт Седжвік переїхала в Нью-Йорк, щоб зайнятися кар'єрою в модельному бізнесі. Приблизно в цей час вона почала вживати наркотики.
У березні 1965 Седжвік знайомиться з художником і авангардним режисером Енді Ворголом на вечірці, що відбулася в квартирі Лестера Перскі. Едіт справила на нього велике враження і Воргол запрошує її та Чака Вейна (друга Едіт) відвідати його славнозвісну студію Фабрика. Під час одного з таких візитів Воргол знімав фільм «Вініл», власну інтерпретацію роману «Механічний апельсин». Попри суто чоловічий акторський склад «Вініл», Воргол знімає і Седжвік. Вона також мала невелику епізодичну роль в іншому фільмі Воргола «Horse». Ролі Седжвік в обох фільмах були невеликими, але вона зацікавила Воргола і він вирішує зробити з Седжвік зірку.
Перший з наступних фільмів, «Бідна Багата Дівчинка», спочатку задумувався як частина циклу фільмів за участю Седжвік під назвою «The Poor Little Rich Girl Saga». Цикл мав включати частини «Бідна Багата Дівчинка», «Ресторан», «Обличчя» та «Післяобід». Зйомки фільму «Бідна Багата Дівчинка» почалися в березні 1965 року в квартирі Седжвік. Як і більшість авангардних фільмів Воргола, «Бідна Багата Дівчинка» побачив світ обмеженим тиражем, показувався в андеграундних кінотеатрах і на Фабриці. Наступним фільмом за участю Седжвік став «Кухня» (1965). Після цього Чак Вейн замінив Рональда Тавела як сценарист і асистент режисера для зйомок фільму «Beauty No. 2» (Краса № 2).
Фільми Воргола не були комерційно успішними, їх рідко можна було побачити поза Фабрикою або андеграундними кінотеатрами, але слава Седжвік зростала. Головні ЗМІ повідомляли про участь Седжвік у нових фільмах Воргола, про її незвичайне відчуття моди. Протягом цього періоду вона розробила свій фірмовий образ — чорне трико, міні-сукні, великі сережки. Еді Седжвік відрізала довге темне волосся, зробила коротку зачіску і зафарбувала її спреєм срібного кольору, щоб створити певну схожість з перуками, які носив Енді Воргол. Він назвав її своєю «Суперзіркою», вони постійно потрапляли разом під об'єктиви фотографів на всіх світських заходах, грали на власній схожості.
Протягом усього 1965-го Седжвік і Воргол продовжували знімати фільми разом — «Outer and Inner Space», «Prison», «Лупе» and «Дівчата з Челсі». Проте до кінця 1965 року їх відносини погіршилися і Седжвік попросила Воргола більше не показувати будь-які її фільми. Відредаговані кадри з Седжвік у фільмі «Дівчата з Челсі» в кінцевому рахунку стали фільмом «Післяобід».
«Лупе» часто вважається останнім фільмом Седжвік з Ворголом, але вона ще знімалася у «Історія Енді Воргола» з Рене Рікард у листопаді 1966, майже через рік після зйомок «Лупе». Фільм «Історія Енді Воргола» не був випущений, його показували лише раз на Фабриці.

## Подальші роки
Після розриву з Ворголом та Фабрикою Седжвік пробувала повноцінно займатися акторською кар'єрою. Вона проходила кастинг на роль у п'єсі Нормана Мейлера "The Deer Park", але Мейлер відмовив їй. Він вважав, що вона «добре відігравала змученість і чуттєвість, але вкладала занадто багато себе у кожен рядок, тож ми знали, що вона вигорить вже після трьох виступів".
У 1967 році Седжвік почала зніматися в андеграундному напівавтобіографічному фільмі «Чао! Мангеттен» Джона Палмера і Девіда Вейсмана. Саме тоді вона випадково підпалила свою кімнату в готелі «Челсі» і потрапила у лікарню з опіками. Через швидке погіршення здоров'я Седжвік від вживання наркотиків зйомки призупинили.
Після подальших госпіталізацій через наркотичну залежність і психічні проблеми 1968 і 1969 роках Седжвік повернулася на сімейне ранчо у Каліфорнії. У серпні 1969 вона була госпіталізована до психіатричного відділення лікарні "Коттедж" після арешту за зберігання наркотиків. Седжвік знову потрапила у лікарню влітку 1970 року, але її відпустили під наглядом психіатра, двох медсестер, режисера Джона Палмера і його дружини Джанет. Наприкінці 1970 року Седжвік відновила зйомки у фільмі «Чао! Мангеттен». Вона записала кілька аудіокасет, де розмірковувала про своє життя. Джон Палмер і Девід Вейсман вирішили додати записи у фільм. Зйомки завершилися на початку 1971 року, а у лютому 1972 року стрічка побачила світ.

## Шлюб та смерть
У липні 1971 року Седжвік одружилася з Майклом Постом, з яким познайомилася під час перебування у лікарні "Котедж" влітку 1970 року. За цей час, як повідомляється, вона перестала зловживати алкоголем та наркотиками. Її тверезість тривала до жовтня 1971 року, допоки їй не призначили знеболювальне для лікування фізичної хвороби. Незабаром Седжвік знову почала пити та приймати барбітурати.
Вночі 15 листопада 1971 року Еді Седжвік пішла на модний показ у музей Санта-Барбари. Після цього вона вирушила на вечірку, де вживала алкоголь. Седжвік зателефонувала чоловікові і попросила забрати її. По дорозі додому вона говорила про недосконалість їхнього шлюбу. Перш ніж піти спати, чоловік дав Еді її ліки. Згідно з його свідченням, вона швидко заснула, але її дихання було «поганим, ніби у її легенях утворилася велика діра». Проте він скинув це на звичку Еді багато палити і ліг спати. Коли Пост прокинувся наступного ранку о 7:30, Седжвік була мертва. Коронер, який займався справою, назвав це «невизначеним, нещасним випадком / самогубством». У свідоцтві про смерть вказано, що безпосередньою причиною смерті стало «ймовірне гостре сп'яніння барбітуратами» на тлі сп'яніння етанолом. Рівень алкоголю в крові Седжвік дорівнював 0,17 %, а рівень барбітурату - 0,48 мг%.
Едіт Седжвік похована на маленькому кладовищі Oak Hill в Баллерд, Каліфорнія.